# 마을 - 아치아라의 비밀
《마을 - 아치아라의 비밀》은 2015년 10월 7일부터 2015년 12월 3일까지 SBS에서 방영된 드라마 스페셜이다. 아치아라라는 평화로운 마을에 암매장된 시체가 발견되면서 벌어지는 일을 그린 드라마이다. '아치아라'란 순 우리말로 '작은 연못'을 뜻한다. 제목이 ‘마을’만으로는 임팩트가 부족하다는 이유로 부제 ‘아치아라의 비밀’을 합쳐 지금의 제목이 되었다.

## 줄거리
어릴 적 교통사고로 가족을 모두 잃고 캐나다에서 할머니 밑에서 자란 소윤은 할머니의 유품을 정리하던 중 아치아라가 보낸 신문기사를 보게 된다. 기사에는 그녀가 죽었다는 내용이 적혀 있다. 한국에 돌아와 일자리를 찾던 소윤은 아치아라가 지명이라는 사실을 알게 되고 그곳의 해원중고등학교에서 영어교사가 되기에 이른다. 아치아라는 범죄가 없는 평화로운 마을이지만 사건이 연이어 터지면서 숨겨진 비밀들이 하나둘씩 드러난다.

## 등장 인물
온주완과 신은경,정성모는 펜트하우스와 펜트하우스 시즌2가 있고 펜트하우스 시즌3까지 있으며 7인의 탈출,7인의 부활이 있다

### 주요 인물
- 문근영:한소윤(28세) 역 - 캐나다에서 온 해원중고 영어 원어민 교사, 김혜진(한소정)의 동생
- 육성재 : 박우재(26세) 역 - 아치아라 파출소 근무, 순경
- 온주완 : 서기현(30대 중반) 역 - 해원철강 상무이자 해원중고 이사장. 창권의 아들.
- 신은경 : 윤지숙(40대 중반) 역 - 해원 갤러리 관장. 유리공예가. 창권의 아내.
- 장희진 : 김혜진/한소정(실종당시 30세) 역 - 삼거리 미술학원 교사, 한소윤의 언니, 파브리병 환자

### 서창권의 가족
- 정성모 : 서창권(50대 후반) 역 - 해원철강 대표이자 도의원, 지숙의 남편.
- 안서현 : 서유나(14세) 역 - 중2. 지숙과 창권의 딸. 죽음을 보는 소녀.
- 김용림 : 옥자연 (78세) 역 - 창권의 모친

### 마을 사람들
- 장소연 : 강주희(40세) 역 - '삼거리 약국' 약사. 지숙의 이부동생, 남건우와는 연인사이.
- 박은석 : 남건우(30세) 역 - 해원중고 미술교사
- 김민재 : 한준성(40대 후반) 역 - 아치아라 파출소 근무, 경사. 고향에 10년만에 돌아온 강력계 형사 출신 경찰
- 우현주 : 최경순(44세) 역 - 음식점 '뽀리네 집' 주인. 가영의 엄마
- 이열음 : 신가영(19세) 역 - 고3, 경순의 딸, 파브리병 환자.
- 최재웅 : 강필성(34세) 역 - 일명 아가씨, 복장도착증 환자, 동북부 연쇄살인사건의 범인.
- 최원홍 : 바우(15세) 역 - 자폐 스펙트럼 장애가 있는 소년. 유나의 유일한 친구.
- 김선화 : 홍씨(50대) 역 - 소윤의 앞집 여자. 점술가.
- 문지인 : 순영(21세) 역 - 미술학원 경리.

### 그외 인물들
- 조한철 : 최형일 역 - 서광 경찰서 소속 형사
- 이승철 : 노정탁 회장 역
- 김미라 : 박인선 역 - 해원중고 수학교사
- 김수현 : 남수만 역 - 대광 목재소 주인
- 신영진 : 강인숙 역 - 남수만의 아내
- 류태호 : 한선주 역 - 아치아라 파출소 경위
- 박지일 : 박천식 역 - 서광경찰서장
- 순동운 : 장민철 역 - 해원중고 교장
- 미상 : 바우의 아버지 역
- 미상 : 납골당 직원 역
- 인성호 : 박우재가 담벼락에 붉은 색 페인트 칠할 때 나온 집주인 역
- 최홍일 : 오갑수 역 - 육가공센터 냉동고 살인사건의 피해자
- 김종태 : 육가공센터 냉동고 살인사건 담당 형사 역
- 윤경호 : 유흥업소 사장 역
- 김보정 : 여경 역
- 유준홍
- 김사랑 : 남다인 역 - 남수만의 딸
- 양주호 : 박진철 역
- 우상욱
- 추귀정 : 김혜진의 새어머니 역
- 정수영 : 차민주 역 - K-BIO 생명공학연구소 연구원
- 김선화 : 유령아기 엄마 역
- 한동규
- 박민정 : 서기현의 비서 역
- 김미란
- 고경택
- 이주아 : 박은경 역
- 공민정 : 삼거리 미술학원 교사 역
- 서지연
- 최남욱 : 성당 관리 직원 역
- 이창직 : 산부인과원장 역
- 안수호 : 표구점 사장 역
- 백은경 : 정선화 역
- 이현배 : 교통경찰 역
- 정강희
- 박지연 : 동북부 연쇄살인사건의 여덟번째 피해자

### 특별 출연
- 정애리 : 뱅이 아지매 역
- 안지환 : 별난 사람, 별난 사연 나레이션 (7회), 서광일보 편집장 강현섭 (11회)

## 시청률
아래의 파란색 숫자는 '최저 시청률'이고, 빨간색 숫자는 '최고 시청률'입니다. 시청률조사회사와 지역별로 시청률에 차이가 있을 수 있습니다. 
| 2015년      | 2015년      | 2015년                  | 2015년         | 2015년       | 2015년         | 2015년       |
| 회차        | 방송일      | 부제 (서브 타이틀)      | TNmS 시청률    | TNmS 시청률  | AGB 시청률     | AGB 시청률   |
| 회차        | 방송일      | 부제 (서브 타이틀)      | 대한민국(전국) | 서울(수도권) | 대한민국(전국) | 서울(수도권) |
| ----------- | ----------- | ----------------------- | -------------- | ------------ | -------------- | ------------ |
| 제1회       | 10월 7일    | 아치아라                | 6.2%           | 7.5%         | 6.9%           | 7.5%         |
| 제2회       | 10월 8일    | 아이들                  | 6.1%           | 6.9%         | 5.9%           | 6.1%         |
| 제3회       | 10월 14일   | 아무도 찾지 않는 여자   | 7.0%           | 8.1%         | 7.1%           | 7.8%         |
| 제4회       | 10월 15일   | 아가씨                  | 5.5%           | 6.5%         | 5.2%           | 5.9%         |
| 제5회       | 10월 21일   | 그들이 침묵하는 이유    | 4.6%           | 5.0%         | 5.1%           | 5.5%         |
| 제6회       | 10월 22일   | 장례식                  | 5.7%           | 7.3%         | 5.2%           | 5.6%         |
| 제7회       | 10월 28일   | 엄마, 살려줘            | 4.7%           | 5.7%         | 4.8%           | 5.4%         |
| 제8회       | 10월 29일   | 뱅이 아지매             | 5.8%           | 6.7%         | 7.0%           | 8.1%         |
| 제9회       | 11월 4일    | 타임캡슐                | 4.8%           | 5.8%         | 4.9%           | 5.7%         |
| 제10회      | 11월 5일    | 핏줄                    | 5.1%           | 6.0%         | 5.4%           | 5.9%         |
| 제11회      | 11월 12일   | 단지 살고 싶었을 뿐이야 | 7.4%           | 8.2%         | 6.3%           | 6.7%         |
| 제12회      | 11월 18일   | 아주 오랜 범죄          | 4.5%           | 5.1%         | 5.7%           | 6.3%         |
| 제13회      | 11월 19일   | 괴물들                  | 4.4%           | 5.4%         | 5.9%           | 6.3%         |
| 제14회      | 11월 25일   | 공포는 힘이 세다        | 4.6%           | 6.0%         | 5.5%           | 5.8%         |
| 제15회      | 12월 2일    | 살인자                  | 4.3%           | 4.9%         | 6.8%           | 8.0%         |
| 제16회      | 12월 3일    | 안녕, 엄마 (최종회)     | 6.1%           | 7.0%         | 7.6%           | 9.0%         |
| 평균 시청률 | 평균 시청률 | 평균 시청률             | 5.4%           | 6.4%         | 6.0%           | 6.6%         |

## 수상 경력
- 2015년 SBS 연기대상 10대 스타상 /미니시리즈 부문 우수 연기상 문근영
- 2015년 SBS 연기대상 뉴스타상 이열음
- 2015년 SBS 연기대상 뉴스타상 육성재

## 결방 사유
- 2015년 11월 11일 : 프리미어 12 예선 2차전 대한민국 VS 도미니카 공화국 중계방송 편성 관계로 결방.[3]
- 2015년 11월 26일 : 제36회 청룡영화상 시상식(2부) 편성 관계로 결방.[4]

## 동시간대 드라마
KBS 수목드라마
- 《장사의 신 - 객주 2015》 (2015년 9월 23일 ~ 2016년 2월 18일)

MBC 수목드라마
- 《그녀는 예뻤다》 (2015년 9월 16일 ~ 2015년 11월 11일)
- 《달콤살벌 패밀리》 (2015년 11월 18일 ~ 2016년 1월 14일)